# Música moderna

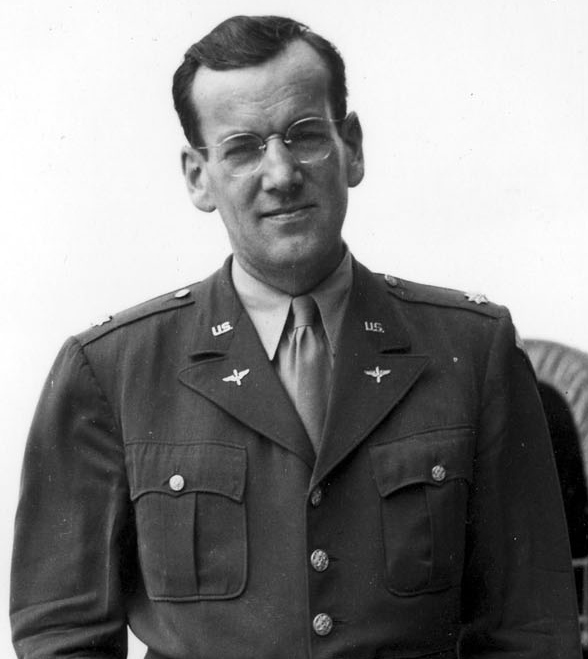
Glenn Miller va liderar una de les big bands més venudes del swing d'època.

Es parla de música moderna per referir-se a la música popular que es va produir entre el 1900 i el 1949. És una època xarnera, frontissa, en què es trenca amb la música clàssica. D'un punt de vista avantguardista, apareixen nous corrents del tot innovadors que juguen amb la dissonància com ara el dodecafonisme. D'un punt de vista popular, la ràdio arreu del món democratitza la música negra i gràcies a aquesta la música popular guanya totes les capes de la població.
La base de la música contemporània que engloba la música produïda entre el 1950 i el 1999, fins i tot l'era global que va del 2000 al 2010, es deu a aquestes quatre dècades. El jazz, el blues, la música llatina, el country i tot d'altres gèneres de música i ball, inunden el planeta amb una primera indústria musical creixent. Són la base del rock, el pop, el rap, etc.
Els progressos en la ciència de la imatge i del so forneixen un ventall ampli d'opcions per enregistrar els sons. A conseqüència d'això, apareixen els primers discs fonogràfics. La ràdio es popularitza després de la Gran Guerra a conseqüència de la seva comercialització. Els nous gèneres musicals es divulguen en aquest mitjà que no només democratitza la música, sinó que també contribueix a democratitzar el dret a estar informat.

## Món

### Música negra

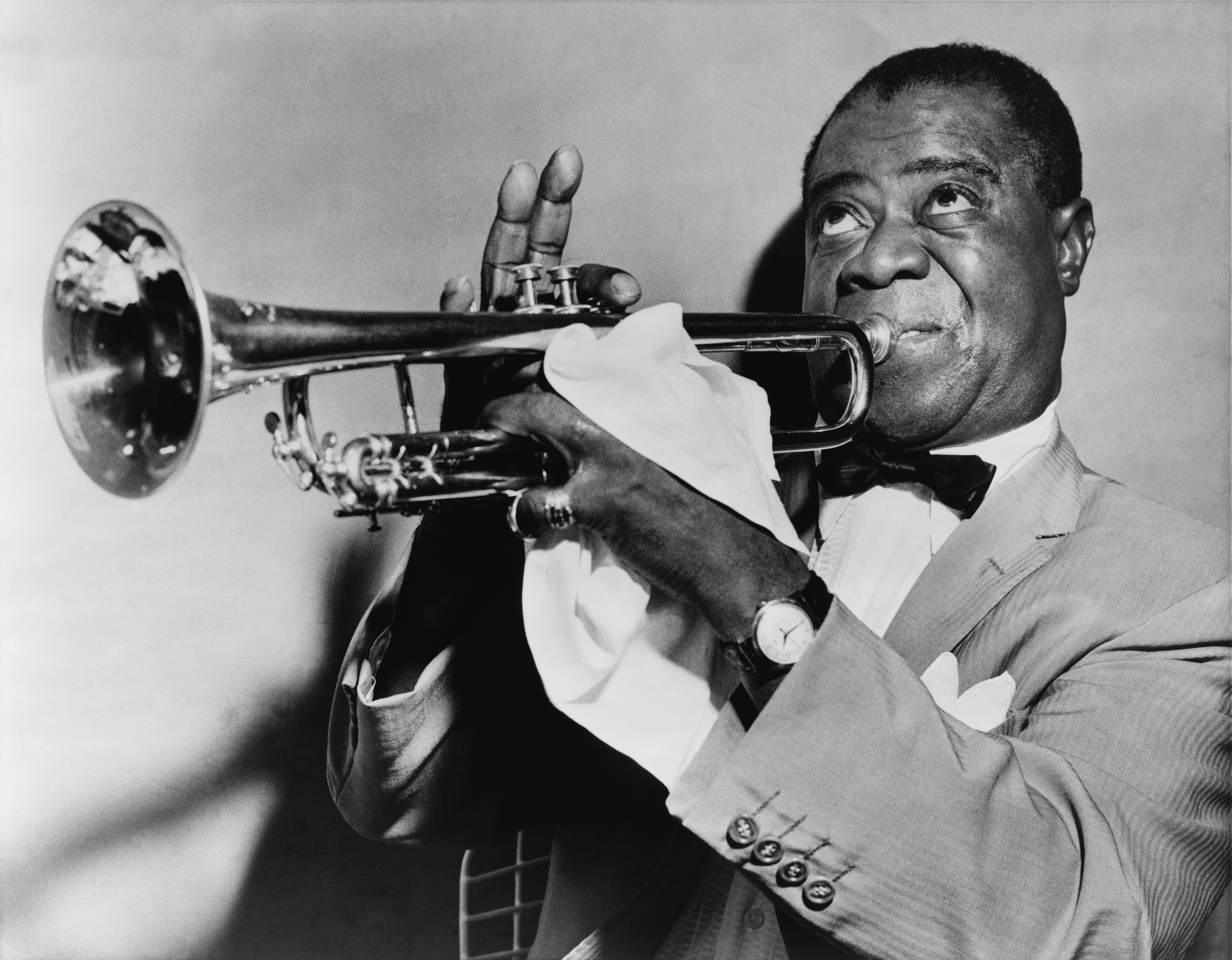
Fotografia de Louis Armstrong

Al començament del segle XX es formen tot de nous gèneres musicals que trenquen amb tota la música que s’havia sentit fins aleshores. Es pot dir que s’inicia una era nova, l'era de la música moderna. Una era en què la música baixa dels altars per fer-se popular o millor dit, la música popular es democratitza. Aquest canvi radical es deu als esclaus afroamericans, que els colonitzadors europeus es dedicaren a explotar i vendre d’un costat a l’altre dels continents americà, europeu i africà.
Els esclaus negres són doncs els responsables de la modernitat. Creen l'anomenat gènere del «rhythm and blues», la traducció literal del qual seria «ritme i ànima». Aquesta expressió va ser encunyada per la revista Billboard l’any 1949. És una revista dedicada exclusivament a la música i actualment també és la referència de les vendes als Estats Units. La revista qualifica d’aquesta manera allò que abans rebia el nom de «records races» o «discs de la raça». Era considerada «música popular negra» i reunia el ragtime, el jazz, el gòspel i el blues.
Tots aquests gèneres estan molt interrelacionats els uns amb els altres fins que al final de la Segona Guerra Mundial emprenen camins diferents. Fins i tot el R&B s’acaba formant com un gènere a banda. Cap a la dècada dels 1980, es podria dir que la música negra va trencar definitivament fronteres, incorporant-se entre la música blanca. Les discriminacions racials varen disminuir d'intensitat, si més no a Europa que havia viscut una dècada plena de moviments d’alliberament de les minories sexuals, de les dones... i, gràcies a això, hi ha una obertura de mires a tota la societat occidental.
De tots els gèneres, el jazz és qui s’emporta les lletres més grans dins la història de la música perquè la seva empremta va canviar completament la música tal com es coneixia aleshores. Es tracta d’un gènere que barreja el blues, el gòspel i ragtime. Per entendre’n l’origen cal anar al segle xix i, més concretament, a la Guerra de Secessió dels EUA finalitzada l’any 1865. L’ambient racial és al seu apogeu i malgrat la victòria dels abolicionistes a la guerra, els EUA es troben en mans d’un aparell d’estat que es resisteixen fins al final del segle a abandonar el camp. Es pot dir que hi ha racisme sociològic i és d’aquest que neixen els primers R&B. El gòspel, per exemple, neix a les work songs que és l'expressió per referir-se als camps de cultiu de cotó, on els colons hi esclavitzaven les poblacions negres que havien comprat a l'Àfrica. Els esclaus hi cantaven, mentre treballen, una mena d'himne dels camps, una melodia plena de tristor i desgràcia que conforma l’«ànima negra». És un crit a Déu i era d’alguna manera, una forma d’alliberar-se de la vida que els imposaven els blancs. Aquest cant que associem actualment a les esglésies estatunidenques, s’incorpora al blues i al ragtime per formar el jazz. Un gènere que es ballava sobretot als estats del nord perquè al sud hi predominava el blues.
El ragtime és la base del jazz, així com del blues. Neix a la Revolució Francesa. El 28 de juliol de 1794, quan s’executa a la guillotina a Robespierre, a la plaça de la Concòrdia, la població surt a ballar a ritme de ragtime. Ningú hi havia donat aleshores aquest nom, però la burgesia s’escandalitza de veure com la població es posa a sacsejar els malucs a ritme extravagant. Després del primer escàndol, la mateixa burgesia incorpora aquesta melodia als casaments i als salons, exportant-ho fins i tot a les seves colònies, com ara Louisiana. És la «quadrille des Tuileries». Quan els esclaus de Louisiana veuen els seus amos ballar la quadrille des Tuileries ho troben d’allò més ridícul i se n’acaben mofant durant el seu temps lliure, imitant-los i rient-se’n d’amagat. Els amos ho troben graciós i per això mateix els proposen d’unir-se al cake walk. Es tracta d’una festa en què posaven els esclaus a ballar i a competir entre ells per tal d’emportar-se un premi, un tros de pastís, en anglès, «cake». Avui es parla de «cake walk» perquè les marxes militares estaven en ús a les primeres dècades del segle xx. I, justament, els descendents dels esclaus acaben recuperant els instruments que els militars han abandonat després de la guerra per passejar a ritme de música pels carrers. En direcció a la Congo Square de Nova Orleans, hi lliuraven «batalles musicals» amb mulats en què hi assistien tot d’europeus, com ara irlandesos, italians, neerlandesos o portuguesos. Són les big bands, inspirades de les marxes militars i hi destaquen figures com ara John Philip Sousa amb composicions com «The Liberty Bell» i «Stars and Stripes Forever». Res de molt innocent, el Congo és l’indret, entre més, on totes aquestes poblacions afroamericanes havien nascut. El nom de la plaça fa doncs honor a l’ànima negra que havien fet perdurar els descendents de l'esclavatge.
Nova Orleans, a Louisiana, compleix al final del segle xix tots els requisits per veure-hi néixer el jazz. El fet d’haver estat en mans del regne hispànic, de França i finalment dels EUA, tornava la ciutat un nucli cosmopolita malgrat la segregació racial. En efecte, els minstlle show estaven de moda a tot el país. Es tracta de població negra que es disfressava de negra per mofar-se del quadrille des Tuileries que ballaven les poblacions afroamericanes. El públic blanc assistia a aquests espectacles perquè hi anava a riure de la població esclavitzada. Els artistes negres que es prestaven al joc ho feien perquè sabien que era millor humiliar-se d’aquesta manera que haver de treballar en un camp de cotó. La ciutat, però, més que racial, vivia en una divisió de classes. Els blancs més pobres podien custodiar-se amb les poblacions afroamericanes i, per tant, els cake walks de la Congo Square es tornen en un fenomen en l'espai de tres dècades.
S’hi combina el ragtime, el blues i el gòspel. En sortir de la plaça i acomodar-se als escenaris dels bars musicals, el jazz s’acaba acompanyant de la trompeta, la bateria, el piano i el contrabaix. Tenim davant nostre la formació de l’orquestra moderna, és a dir, els conjunts, fins i tot grups de música. Termes, tots aquests, que s’han anat succeint a la història per designar la composició de tipus Beatle. El grup de música, sense instruments, el conjunt o banda, amb instruments. L’ascens s’explica en part al caire improvisat del jazz, escrit «jass» inicialment a manera de befa per part de les classes altes. Les classes més adinerades estudiaven música a les escoles i s’hi obligava els alumnes a llegir música, no pas compondre'n. La improvisació estava bandejada. Per això mateix, davant la llibertat que ofereix el jazz, el gènere va guanyar terreny.
La trompeta es torna popular mentre els últims romàntics es resisteixen a abandonar l'etapa anterior. Fins i tot dins l’ambient classicista i romàntic, es dona pas a la dissonància amb l'expressionisme o el dodecafonisme. Ernest Hogan es va fer molt famós gràcies al ragtime. Del seu repertori destaca «La Pas Ma La» i «All Coons Look Alike to Me». La sincopa que proposa el ragtime s’havia tocat inicialment amb viola i banjo, però de mica en mica conquereix el piano. Scoot Joplin, William Krell, Joseph Lamp i James Scoot es converteixen en les primeres estrelles de la música negra rag. A Europa la importació d’aquest gènere es deu a Debussy i el seu «Maple Leal Rag». Pel que fa al jazz, el barri de Storyville es torna en el bastió del jazz un cop que l’alcalde Sidney Sotry resolgui desfer-se de bona part de la prostitució de Nova Orleans. Els bordells quedaren buits i foren els primers locals d’actuació de les bandes de jazz. Això mentre els carrers de Mississipi s’omplien de bluesmans. Quan els bordells de Storyville varen tancar, les bandes de jazz es traslladaren a Chicago i Nova York.
No sabem com sonaven les primeres bandes de jazz perquè no hi ha enregistraments. Bandes exitoses com les de Freddie Keppard es negaven a ser enregistrades per evitar les còpies, però tenim algunes aproximacions gràcies a una banda de música de jazz blanca, els The Original Dexieland Jass Band. A banda, destaquen Louis Armstrong amb «West End Blues», Miff Mole and Hits Little molers amb «Imagination», Joe King Oliver amb «Dippermouth Blues» o Kid Ory’s Sunshine Orchestra ¨»Society Blues». De la banda femenina, Billie Holiday o Lady Day, coneguda per «Lady sings the blues», va fer-se molt cèlebre dins el món del jazz com a cantant. Finalment, mirant cap al blues, cal mencionar a W. C. Handy i Gertrude Ma Rainey, considerats pare i mare del blues, per bé que això no és del tot cert. Actualment es fa difícil traçar l’origen del blues, però ja es troba força estès l’any 1900. El blues es torna conegut gràcies als juke joints que eren bars on s’hi reunien les poblacions afroamericanes que treballaven als camps de cotó. Charlie Patton es fa famós amb «Pony Blues», així com el bluesman Howlin’ Wolf i fins i tot Roebuck Pops Staples, patriarca del grup de gòspel The Staples Singers. Posteriorment, Robert Johnson, Tommy Johnson o Skip James es tornen els deixebles dels primers bluesmans tornant el Blues del Delta molt cèlebre.
Arribats a aquesta alçada de la lectura es pot dir que el jazz és el mirall de la societat colonial europea. Aquesta és l'explicació del patiment de les poblacions oprimides per l'imperialisme europeu i una crida a la vida des del dolor i el plor. És un gènere que produeix admiració perquè ens parla de poblacions amb vides estripades, plenes de violència i plors, marcades físicament i psicològicament pel maltractament, i, malgrat això, capaces de ser creatives i de donar alegria en una societat blanca que canta a ritme de balades. La improvisació del jazz ens parla doncs dels Estats Units emprenedors, dels drets humans i de l'individualisme atès que la improvisació és, si fa no fa, una manera més de ser individualista. 
El blues es va aburgesar gràcies a cantants femenines. És el cas de Mamie Smith amb «Crazy Blues», Bessie Smith o Gertrude Ma Rainey. El gènere, però, va continuar avançant als carrers perquè és entre automòbils, voreres i semàfors que varen emergir nous blues. A Texas, Blind Lemon Jefferson va aconseguir que Paramount Records vengués la seva música per tot el país. Un cop mort, els seus èxits es poden calcular en més d’un milió de còpies de discs de vinil. Una xifra probablement ridícula avui, però extraordinària aleshores. D’entre els contemporanis a Jefferson tenim a Blind Willie Johnson o Georgia Blind Willie McTell. Mentrestant, durant la dècada dels 1930, sorgeix un nou gènere de jazz, el swing. És un tipus de música no improvisada, que substitueix el banjo pel piano i el contrabaix per la tuba. Es va tornar molt coneguda gràcies a un xou televisiu de la NBC. El swing va gaudir d’una difusió espectacular, havent-se fins i tot format com a mètode d’ànim per a les poblacions de la Segona Guerra Mundial. Hi destaquen Count Bassie amb «One O’clock Jump», Benny Goodman amb «Live at Carnegie Hall», Glenn Miller amb «In the mood», Artie Shaw amb «Stardust» i Duke Ellington amb «A’Train».
Durant la Segona Guerra Mundial, el jazz més innovador evoluciona cap al bebop, abans rebop, finalment bop, gràcies a les sessions de club de la ciutat de Nova York on es va mirar d'imitar els cantants de scat i de les onomatopeies «bop» i «re-bop» pren camí un nou estil o gènere per al jazz. Entre Minton's, West 118th Street i altres carrers de la ciutat, Dizzy Gillespie, el pianista Thelonious Monk, el saxofonista Charlie Parker i la bateria de Kenny Clarke i Max Roach, improvisen el nou gènere, que després d’una vaga de músics de jazz, es torna popular a tots els Estats Units fins a exportar-se a Europa. Louis Armstrong es converteix en una estrella destacada a Nova Orleans amb tot un seguit d’èxits com ara Hotter Than That, Weather Bird, Star Dust, Stopin’ at the Savoy o What a Wonderful World. El bepop fixa definitivament l’orquestra contemporània, és a dir, la banda formada per una bateria, el piano i el cantant. De tot això, músics com ara Charlie Parker es posen a fusionar tots els gèneres de jazz, com ara el swing, amb jazz i fins i tot amb blues.

### Ara la música ja s'enduu!

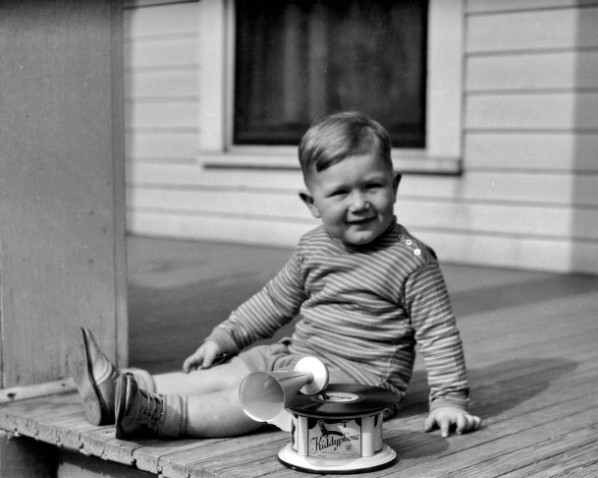
Un nen amb una joguina en forma de fonògraf, fotografia dels 20

Vora el final del segle xix, la ciència experimenta descobertes excepcionals en el camp de l’audiovisual. Dins la imatge, Kodak és responsable de difondre les primeres càmeres i pel·lícules fotogràfiques. Gràcies a Eadweard Mybridge s’arriba a provar que la imatge fixa és la base de la imatge en moviment i a conseqüència d’això, s’inventen tot d’aparells amb què es projecten les primeres pel·lícules cinematogràfiques. Edison es troba rere les primeres pel·lícules d'imatge en moviment. En paral·lel, s’assisteix a un fenomen semblant per al so. Es desenvolupen les primeres experiències d'imatges amb so. Els primers enregistraments es deuen a Thomas Edison i Joseff Hoffman. Tot seguit s’inventa el gramòfon que vers la dècada dels 1920 es torna elèctric.
Durant la Primera Guerra Mundial l'espionatge fa ús de la transmissió de so a distància gràcies a la ràdio per fer caure el rival. De resultes d’això, després de la guerra, la ràdio s’estén com una proposta comercial a tot el planeta. Ràdio Andorra, Ràdio Montecarlo, Ràdio Luxemburg i la BBC britànica són les pioneres al continent europeu. Per primer cop els cantants ja poden cantar a través de micròfons. Això sí, la democratització de la música enregistrada va ser lenta. Comprar-se un disc fonogràfic era massa car per a una butxaca d’un ciutadà mitjà. Però amb la democratització, neix tot un màrqueting de la imatge al voltant de les fundes dels discs. No és fins després de la guerra durant la dècada dels 1960 que s’aprecia un regirament de la música enregistrada gràcies a les cintes de casset.
Tots aquests esdeveniments són la base sobre la qual es basteix la indústria de la música. En efecte, tot començant el nou segle, la música ja es pot enregistrar i s’abandona la pràctica de venda de partitures, que és l’ancestre de la música gravada. La ràdio esdevé un fenomen gràcies a la difusió del jazz i mercès a això, emergeix una incipient iniciativa comercial al voltant dels enregistraments. Es venen els primers discs fonogràfics, l'enregistrament elèctric substitueix l’acústic, els primers gramòfons tenen un èxit espectacular i per primer cop a la història, la música es pot endur.
La ràdio posa de moda les big bands i la música dita popular canvia tot el paradigma que fins aleshores havia dominat la històrica de la música. La música clàssica, del Renaixement fins a la Il·lustració passant pel romanticisme, dona peu a la música moderna, de gèneres diametralment oposats, com ara el rock, la música pop, el dance, el rap o el reggaeton més recentment.

#### Els Billboard: l'star-system

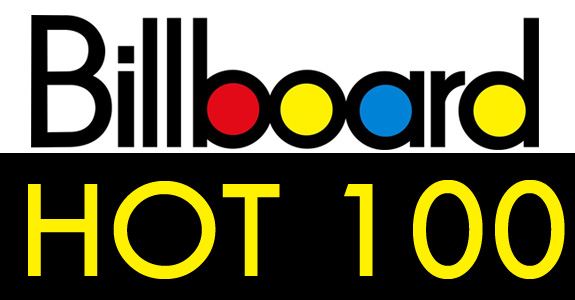
El logotip de la Billboard Hot 100

L'anomenada Llista dels èxits, tot un pilar de l'era de la música contemporània, neix de la primera crisi del disc als Estats Units. Servia aleshores per difondre a través dels mèdia, en paper o a la ràdio mateix, posteriorment mitjançant internet i la televisió, una llista de la classificació dels àlbums, més endavant s'amplia a singles, més venuts en un país. La idea, agosarada en aquella època, esdevé la base del funcionament de la indústria musical.
És l'any 1935 quan neix la primera llista. La ràdio NBC difon aleshores la "Your Hit Parade", una classificació dels 15 senzills més escoltats. Tot just l'any següent surt al mercat la revista Billboard, que materialitza allò que avui rep el nom de Top40, Top50 o Top10. La revista és pionera als Estats Units però també al món. A Europa, a la postguerra, la tendència és a la música a la carta, fins que l'alliberament de les ràdios al bloc capitalista permet introduir la dinàmica del mercat.
Sorgeixen aleshores tot de proposicions en diversos països. Als Països Catalans i Andorra hi destaca Ràdio Flaixbac, a Anglaterra, Escòcia, Irlanda i Gal·les hi ha lloc per a Capital FM, a Portugal per a Rádio Comercial, a França, i part dels països francòfons, per a NRJ i a Espanya, i part dels països hispànics, els 40 Principals. El fenomen dels Billboard s'estén doncs arreu després de la Segona Guerra Mundial malgrat que el ritme va ser progressiu i descompensat.
Què ens poden dir de la societat les llistes d'èxit dels Billboard? Doncs que som davant d'una societat classista, pròpia del capitalisme contemporani. Els Billboard actualment no separen èxits segons el color de pell, però les primeres llistes d'èxits si ho feien. Sota la denominació general de "rtyhm and blues" s'hi col·locava tots els èxits de la música negra, el jazz, el blues o el gòspel. Aquesta separació torna a trobar-se a l'època a les ciutats estatunidenques amb barris negres, blancs, pobres i rics. El fet de classificar, de portar al mateix temps al cim un artista, és el comportament propi del capitalisme.
Avui l'imprescindible torna a l'arrel i les plataformes de streaming i venda de música en línia com ara Apple, Google o Spotify tenen les seves pròpies llista d'èxits. La més destacada, però, sembla haver estat iTunes d'Apple Music durant les tres primeres dècades del segle XXI.

#### Moment de començar de nou
La primeria del segle XX és el moment de començar de nou. La Primera Guerra Mundial ha estat catastròficament i psicològicament la guerra ha contribuït a trencar amb la noció del progrés. El món de les muses, de la mitologia i del maquinisme accelerat ha trencat tot el planeta. Les colònies comencen a reclamar el seu dret a autodeterminar-se a l’hora que a Europa les nacions no emancipades com ara Lituània, els Països Catalans o Finlàndia i Txèquia inicien el camí de la secessió. L’antic règim ha caigut.
Dins la música clàssica les noves avantguardes inspiren i sorgeixen dissonàncies a tot arreu. La música clàssica perd tot el protagonisme que tenia i gràcies a la ràdio s’imposa la música popular. Gèneres del tot diferents inunden el tarannà de les poblacions mundials. Jazz, blues, ritmes llatins, el canvi es motiva des de les arts plàstiques, la música, la ràdio, etc.

### Prostitutes, salons i cinema
El cabaret és un gènere teatral i musical, és a dir, és una òpera contemporània perquè, en efecte, amb to satíric i balls sensuals, s'estrena a la dècada dels 1920 per tot Alemanya allò que posteriorment dona inspiració per crear els primers musicals. És una forma que parla d'una societat en plena crisi inflacionista. Europa es troba exhaurida per la Primera Guerra Mundial. Les destrosses han estat devastadores i durant els Bojos Anys Vint la represa es fa a ritme de comèdia. La sensualitat es combina aleshores amb la broma i els cabarets omplen les ciutats creixents. Mischa Spoliansky retrata així una postura cínica davant la política amb un humor fosc, signe de la psicologia de la postguerra.
Empenta empresarial, el cabaret no deixa de ser una còpia més o menys aconseguida del Moulin Rouge (París). Va ser creat per un català, Josep Oller, al final del segle xix. L'any de l'estrena del cabaret, que va posar de moda el can-can mercès a tot de pel·lícules de Hollywood que l'han estès, l'Exposició Universal de París tenia els ulls posats en l'edició anterior que s'havia dut a terme a Barcelona. El famós voulez-vous couchez avec moi ha estat un esquer de generacions a generacions i més recentment Christina Aguilera n'ha estat la gran difusora.
A l'Argentina, mentrestant, en una barreja d'estils locals de ball, instruments nous com la guitarra llatina i tot d'importacions, els descendents esclaus del país estrenen un nou gènere, el tango, i una nova manera de ballar, així com un nou indret per fer-ho, els salons. Buenos Aires, la capital, així com va succeir amb els ritmes llatins a Cuba, esdevé el focus d'aquest nou gènere que ben aviat depassa fronteres per establir-se als EUA. El bandoneó es torna un instrument molt cèlebre mentre forneix l'èxit a Gerardo Matos Rodríguez, Pascual Contursi, Enrique Pedro Maroni, Carlos Gardel, Pascual Contursi, Osvaldo Pugliese, Enrique Santos Discépolo i Edmundo Rivero.
Entre prostitutes i salons, els dos gèneres es popularitzen però el primer pateix la persecució nazi. Els artistes alemanys han de marxar del país i un cop a Amèrica, fins i tot a Londres, reinventen el gènere per convertir-lo en un musical. Davant les càmeres de Hollywood, el cabaret pren una segona vida. Dins d'aquest gènere, destaquen Kurt Weill, Bertolt Brecht, Spoliansky i Friederich Hollaender. Tot el moviment avantguardista i popular que sorgeix tot just començar el segle XX és prohibit a Alemanya sota el règim feixista. Hitler i la seva cúpula veien en aquestes noves onades de música depravats mentals.

#### L'edat daurada dels musicals
La Primera Guerra Mundial deixa la població estatunidenca i occidental en general astorada. La gent necessita escapar de la quotidianitat. Sobretot Europa, immersa en les destrosses i la inflació. La població cerca balls, cançons, comèdia i romanços. Hollywood posa la màquina de fer calés en marxa. La fórmula varen ser els musicals, d'un èxit aclaparador entre la dècada dels anys 1930 i 1940. Mercès a aquest gènere de música per a cinema, molts artistes es tornen famosos i rics, com ara Harry Warren, Charles Walters, Hermes Pan, Stanley Donen, a més d'una multitud d'estrelles com ara Dick Powell i Ruby Keeler. Es fabrica èxits preparats per cantar i trobar-se a les portades de les revistes de tot el planeta.
Los Angeles es va convertir en un nucli d'exportació de talent. A l'equip de rodatge s'hi sumen doncs orquestres com les dirigides per Alfred Newman, Herber Stothart, George Bassmann, Leo Arnaud, Conrad Salinger, entre més. El màgic d'Oz culmina l'edat dels musicals amb una producció caríssima però que va projectar a l'èxit la Judy Garland. El director i coreògraf estatunidenc Busby Berkeley va ser molt cobejat; i és que amb el cinema musical tot de professions alienes s'incorporen al món del cinema. Cantant sota la pluja es torna en banda sonora de l'època.
Després de la Segona Guerra Mundial, l'auge de la televisió fa perdre el camp a Hollywood i, en lloc seu, hi apareixen els musicals de Broadway. Una font de diners i èxits no tan sols teatrals, sinó també i sobretot cinematogràfics. Les estrelles de Broadway varen marcar la tendència de la dècada dels 1950. Aleshores The Walt Disney Company posa en marxa les primeres grans pel·lícules en què la component musical hi és més que rellevant. Amb un tot classicista, propi de la casa, Disney inaugura les cançons infantils.

### El pop crooner i el final del jazz

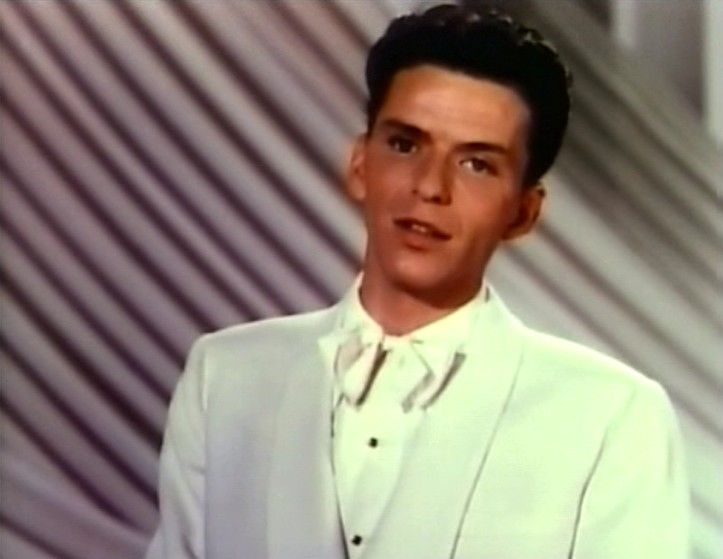
Frank Sinatra va ser un dels majors venedors de música pop als 1940.

L'aparició de la música pop al final dels 1940 i, sobretot, als anys 1950 assumeix el final de l'era del jazz. Després que el principal exponent del ragtime, Scott Joplin, morís el 1917, el gènere es va esvair. A mesura que es desenvolupava la dècada de 1920, el jazz va prendre ràpidament el relleu com la forma dominant de música popular als Estats Units. Però amb la caiguda del mercat de valors de 1929 i l’aparició de la Gran Depressió, el mercat de la música es va aturar. Les sales de ball es van buidar i els músics no van poder trobar feina. A mitjan dècada de 1930, amb els símptomes de recuperació econòmica que s’acostaven, va començar un gir en la sort de la indústria musical. L'era del swing de les grans bandes havia començat.
Jimmy Dorsey va romandre al capdavant de la llista de singles del Billboard al cim durant 32 setmanes. A més a més, a principis dels anys trenta va sorgir una nova forma de música popular, el cant. Molts membres de les Big bands se'n separen per fer una carrera en solitari. El cant solista contagia una mica tota la indústria i fins i tot el jazz introdueix una veu. La tecnologia va tenir un paper important en el desenvolupament d’aquest estil, ja que l'enregistrament de so electrònic havia sorgit cap a finals dels anys vint i va substituir l'enregistrament acústic anterior. La invenció del micròfon també hi va jugar un rol importantíssim. De peu, inicialment, amb fil i no és fins després de la guerra que sorgeixen els primers micròfons de mans lliures, aquesta novetat va canviar l'estètica de tota Big band. En conseqüència, molts dels cantants més antics com Jolson i Murray van caure en desgràcia durant la dècada de 1930. Bing Crosby va ser la figura principal del so crooner, un primer pop lleuger, pròpiament estatunidenc, fet d'aquests solistes que canten balades, definint-se així com l'artista més emblemàtic en l'àmbit. A la dècada de 1940, junt a Frank Sinatra era una superestrella de l'entreteniment que dominava tots els formats mediàtics del dia, pel·lícules, ràdio i música enregistrada. Altres cantants populars van ser Cab Calloway i Eddie Cantor.
Trombonista, arranjador, compositor, Glenn Miller va iniciar l'era del swing. El gènere va salvar la indústria. El swing de big band podria ser d'estil instrumental o acompanyat d'un vocalista. En comparació amb el seu so fort, descarat i rítmic, hi havia les bandes "dolces" que tenien un estil més suau i melòdic. El més destacat, en gran part gràcies a una llarga carrera televisiva de postguerra, va ser la banda de Lawrence Welk. Tot i que es van poder trobar grups de swing a la majoria de ciutats importants durant els anys 1930–40, els més populars i famosos van ser els grups de Glenn Miller, Benny Goodman i Artie Shaw, que tenien seguidors nacionals i venien un gran nombre de discs. La Segona Guerra Mundial va posar fi al swing de big band, ja que molts músics van ser reclutats a les forces armades i les restriccions de viatge van dificultar la gira de les bandes. El 1944, Glenn Miller va morir quan el seu avió es va estavellar contra el Canal de la Mànega en direcció cap a un programa de la USO a França. Es considera que la seva mort marca el tancament de l'era del swing.
Frank Sinatra va ser un dels artistes de música masculina més venuts dels anys quaranta, en plena efervescència swing i debut tímid del pop crooner. Capdavanters com els germans Dorsey ajudaven ben sovint a llançar la carrera de vocalistes que van guanyar popularitat com a artistes solistes. És el cas de Frank Sinatra. El gran atractiu de Sinatra als "bobby soxers" va revelar un públic completament nou per a la música popular, que generalment havia atret principalment als adults fins aquell moment, convertint Sinatra en el primer ídol adolescent. La música de Sinatra va atreure sobretot a noies joves als seus concerts. Aquesta imatge d’un ídol adolescent també es veuria amb futurs artistes com l'Elvis Presley i The Beatles. La popularitat massiva de Sinatra també va ser l'un dels motius pels quals la música de les grans bandes va decréixer en popularitat; les principals companyies discogràfiques buscaven crooners i cantants de pop per atreure públic juvenil. Frank Sinatra passaria a convertir-se en un dels artistes amb més èxit dels anys quaranta i un dels artistes més venuts de tots els temps. Sinatra va romandre com a figura rellevant durant els anys 50 i 60, fins i tot en ple auge de la música rock. Sinatra es va convertir en un dels artistes més respectats i aclamats per la crítica de tots els temps, malgrat les crítiques inicials.
Després de la guerra, una combinació de factors com el canvi demogràfic i la inflació ràpida van fer que les grans bandes no fossin rendibles, de manera que la música popular als Estats Units va passar a ser dominada pel la música pop i els crooners tradicionals, així com pel bebop i el jump blues.

#### Pop nadalenc
La nadala és un gènere gens nou quan a la dècada dels 1940 torna a aparèixer entre les classes populars. La llista dels Billboard noten les vendes milionàries de Bing Crosby, el cantant pop més popular de l'època. Prop de 5 singles seus es troben entre els més venuts de la dècada i amb això podem parlar de les nadales perquè va ser efectivament el responsable d'haver tret la nadala de la música clàssica i passar-la a la popular.
És un gènere que neix al voltant del segle xvi i que guanya bona fama tot al llarg de la història de la música. És un tipus de música cíclic que només surt al mercat a finals d'any. Parla de llums, neu i il·lusió, pren tot un caire popular i es nodreix amb el ròssec del temps de literatura folklòrica. Es tracta d'una manera per a l'ésser humà d'anar renovant el cicle de vida. En una època majoritàriament rural, com l'era l'Edat moderna, les nadales permetien acompanyar els cicles de la natura i donar a la psicologia humana un ritual de reconciliació que crida a la vida.
És a la dècada dels 1960 que el trasllat que havia iniciat Bing Crosby a la música popular es torna en la normalitat. El món anglosaxó, especialment, treu a cada Nadal artistes exitosos, al top de la Billboard, a cantar nadales per al públic. A tot Europa la cançó de Nadal segueix repetint el repertori que es teixeix a la post-guerra. Als Països Catalans i Andorra, però, per la repressió vers la llengua catalana, es mira de renovar el repertori a partir de la dècada del 2000 tot seguint el model de senzills grupals després de l'èxit assumit als 1980 de We are the world (USA for Africa), en el marc de la lluita contra la pobresa a l'Àfrica.

Vet ací algunes nadales contemporànies en català:
- Beth, Cris Juanico, Sopa de Cabra, Gossos, Marc Ros, etc, "Aquelles nits de Nadal"
- Gossos, "Caga tió"
- La Pegatina, "Aquí és Nadal"
- Albert Pla, Quimi Portet, Gerard Quintana, Estopa, Joan Miquel Oliver i Manel, "El caganer"
- Marc Parrot, "Porteu-me carbó"
- La Pegatina, Elefantes, Buhos, Judit Neddermann, Blaumut, Alfred, Doctor Prats, Jordi Ninus, Joan Rovira, Paula Valls, Manu Guix, El Pot Petit, Miquel Abras, Aran, Vuit, Suu, Frank Montasell, Lydia Torrejón i Roger Argemí, "Cap Nen Sense Joguina"
- Lali BeGood, "El rock del tió

Vet ací algunes nadales contemporànies en anglès:
- Mariah Carey, "All I Want For Christmas Is You"
- Shawn Mendes, Camilla Cabello, "The Christmas Song"
- Wham!, "Last Christmas"
- Fifth Harmony, "All I Want For Christmas Is You"
- Mickael Buble, "The Christmas Song"
- NSYNC, "Merry Christmas, Happy Holiday"
- Ariana Grande, "Santa Tell Me"

## Amèrica

### Els Westerns surten de la gran pantalla

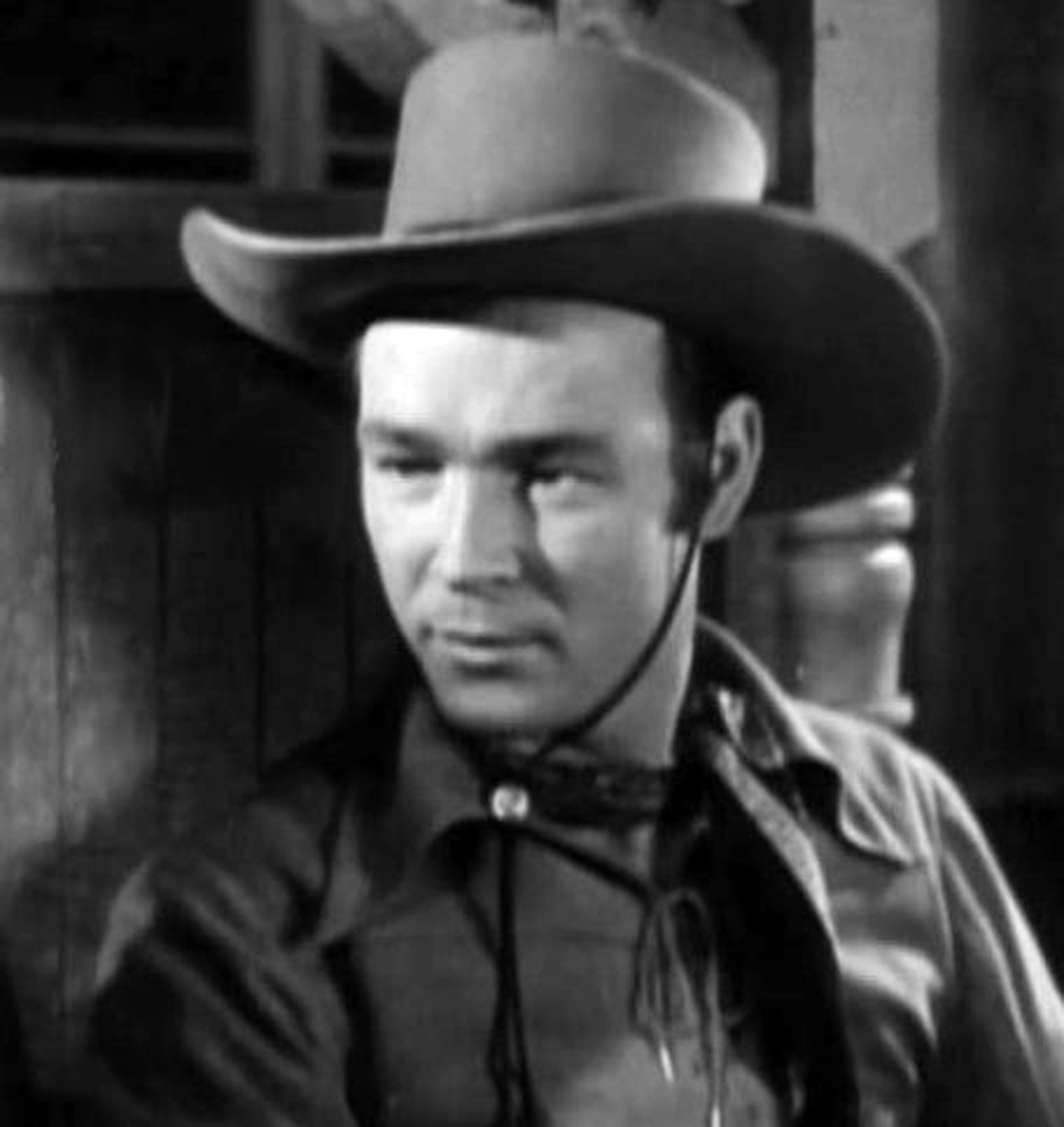
Roy Rogers

Tot al llarg dels anys trenta i quaranta la música country es va popularitzar als Estats Units. Les pel·lícules de Western que mitifiquen l'imaginari estatunidenc són les responsables de l'èxit d'aquest gènere. Cantants com ara Roy Rogers i Gene Autry cantaven country a la gran pantalla. Els productors de cinema van començar a incorporar harmonies de quatre parts completament orquestrades amb arranjaments musicals sofisticats a les seves pel·lícules. De tot això, el country es va estendre per tot el país i malgrat ésser un gènere pròpiament estatunidenc, només les pel·lícules, no pas la música, aconseguiren tenir èxit a Europa.
A la postguerra, la música country es deia "folk" als oficis i "hillbilly" dins de la indústria. El 1944, la revista Billboard va substituir el terme "hillbilly" per "cançons populars i blues" i d'aquest a "country" o "country and western" el 1949. Però, tot i que la música country era popular, un estil nou (honky-tonk) arrelaria i definiria el gènere durant les properes dècades. El honky-tonk combinava música swing, blues i country; comptava amb veus nasals rugoses recolzades per instruments com la guitarra, el violí, el baix...; i tenia lletres que se centraven en temes tràgics d’amor perdut, adulteri, solitud, alcoholisme i autocompassió. Un dels primers èxits va ser Ernest Tubb, natural de Crisp, a Texas, que havia perfeccionat el country en diverses estacions de ràdio de Texas a mitjan dècada de 1930. El 1940 va signar un contracte discogràfic amb Decca Records i un any després va publicar el seu senzill "Walking the Floor Over You". El single es va convertir en un èxit i va vendre més d’un milió de còpies.
A mesura que avançava la dècada, Floyd Tillman i Hank Williams van liderar el country fins que el gènere esdevé hegemònic al final dels quaranta. Hank Williams Williams, originari del comtat de Butler, Alabama, va començar a guanyar-se una bona reputació com a compositor i artista en aquest període. Utilitzant temes tradicionals honky-tonk, Williams va créixer fins a convertir-se en l'un dels intèrprets nacionals més importants de tots els temps. El seu enregistrament de "Lovesick Blues" (i el seu revers, "I'm So Lonesome I Could Cry") el 1949 segueix sent un referent tant a la música country com a la popular estatunidenca fins als nostres dies. Malgrat que es revelés que Williams bevia molt i que tenia problemes personals, fet que condicionava una carrera a l'època, continuaria creixent fins als anys cinquanta. En Williams ha estat font d'inspiració per a moltes composicions rock.
El 25 d'agost de 1945, Jenny Lou Carson es va convertir en la primera dona a escriure un èxit de música country que assolís el número 1. Quan "You Two-Timed Me One Time Too often", interpretat per Tex Ritter, va arribar al cim del Billboard, la composició s'escoltava arreu. Del 1945 al 1955 Carson va ser una de les compositores més prolífiques de la música country. Les dones es reglaven normalment al cant i la empenta de Carson és reveladora i revolucionària per la seva època. Rere els èxits de The Andrews Sisters, les seves composicions varen arribar a ser un gran reival a la música crooner de Bing Crosby. També va tenir èxit el duet de Margaret Whiting i Jimmy Wakely. Existeixen altres duets existosos, com ara Kitty Wells i el seu marit Johnnie Wright, Jack Anglin, Wilma Lee Cooper amb el seu marit Stoney. Altres èxits femenins populars van ser Patsy Montana, Martha Carson, The Maddox Brothers and Rose, Molly O'Day amb els Cumberland Mountain Folks i Lulu Belle (de Lulu Belle i Scotty).
El country és el mirall de la construcció dels Estats Units. Ens parla de la ideologia que subjau rere la Declaració d'Independència d'aquest estat. Malgrat que allibera les antigues 13 colònies de la tutela de l'imperialisme britànic, la confederació assenta la ideologia de l'estat nació sobre l'extermini de les comunitats autòctones que vivien abans de la invasió europea d'Amèrica. A manca de tenir cap gènesi, el nou estat procura un ideal, el del blanc heroic dels westerns, lluitant contra els indians. Una imatge del tot racista, sobre la qual es volen vertebrar futurs estats, com el francès que assenta la seva ideologia dita de nacionalisme sobre l'extermini cultural de poblacions annexionades. Societat blanca, anglicana i de parla anglesa, és sobre aquesta imatge que les pel·lícules de Western i la música que les acompanya, el country, prova de construir el nou règim al món d'ençà la secessió americana. En són una prova tots els països llatinoamericans, Canadà o Austràlia, Nova Zelanda, etc.
Eddy Arnold, conegut com "The Tennessee Plowboy", va aportar tocs d'innovació amb barreja d'estils. El seu repertori combinava elements de honky-tonk refinats amb sons de música popular, evidents en èxits com "That's How much I Love You", "I'll Hold You In My Heart ('Til I Can Hold You In My Arms)", "Anytime" i diverses cançons seves acabaren a les llistes de Billboard. La Billboards va tenir fins i tot sis èxits seus en un mateix any entre el cim dels més venuts alhora. Arnold anota més de 150 èxits durant la seva carrera.

### L'emergència d’allò llatí
La música llatina apareix a Cuba. El país recentment descolonitzat, havia importat d'Europa el flamenc i la cançó popular. Això nodrit amb sons africans i el "son" cubà, dona forma a la música llatina que des d'un bon començament és abans de res, ballable o pensada per ser ballada. Tot prenent l'estètica jazzística de les big bands, la capital del país, l'Havana, veu com floreixen els conjunts amb una cantant vestida de sevillanes. Amb micròfon de peu, assumeix la nova estètica de la música llatina mentre sacseja els malucs. Els primers conjunts es formaven a partir d'una guitarra, bongos, maraques i marínides. I, d'entre els primers conjunts exitosos, destaca el Cuarteto Oriental.
Aquest "son" es popularitza d'immediat vers la dècada dels 1920 gràcies a la ràdio que difon per tota la capital el nou gènere. Les primeres big bands llatines varen tenir l'ajuda imprescindible de molts estatunidencs que empesos per la Llei seca, marxen del seu país per poder beure alcohol als bars cubans on hi escolten l'emergència llatina. Arrel d'això, la música llatina passa de continent i s'exporten les primeres gires de músics als Estats Units.
El primer ball que acompanya aquest nou "son" fou el "danzón" que era un derivat de la contradansa, introduïda pels colonitzadors francesos al segle xviii en forma de "contredance". És un ball pensat per tal que home i dona s'encaixin a ritme lent afavorint la proximitat i els moviments sensuals. D'entre les primeres estrelles d'aquest ball hi trobem a José Urfé. D'aquest nou ball, neix el txa-txa-txa de la mà d'Enrique Jorrín, qui va prendre part a l'Orquestra Amèrica. El txa-txa-txa es va popularitzar als Estats Units, sent objecte de "febre" a l'època.
Ara bé, en exportar-se tot això als EUA, les discogràfiques hi donen el nom de "rumba" i sota aquest apel·latiu hi haurà una multitud de gèneres de ball llatins. Avui la rumba és un gènere a banda, iniciat als Països Catalans gràcies a Peret. Aleshores aquesta "rumba" és sinònima per al món anglosaxó de "fiesta", és a dir, de festa. L'exportació dels gèneres cubans a Mèxic dona forma al mambo, mentre que a Nova York la comunitat hispana dona a llum la salsa. Fet i fet, els nous gèneres llatins es va popularitzar mercès a Don Azpiazu, Benny Moré y Pérez Prado, Tito Rodríguez, Tito Puente, Celia Cruz i Fania All Stars.
Degut a la influència que exerceix el jazz a nivell mundial, el llatí s'acomoda igualment a aquest so afroamericà i d'ací en surt el jazz llatí. Una de les figures més cèlebres dins d'aquest gènere és la Cèlia Cruz que durant tot el segle XX ha anat replegant èxit allà on s'ha presentat. Alhora la influència que van tenir els balls de saló duu la música llatina a estrenar-se en platons una mica per tot Amèrica. El llatí va aportar a la música en general tot de sons de percussió diversos.

#### El calipso antillà
La música calipso és un gènere afroantillà que es va desenvolupar a illa de Trinitat al segle XVII a partir del Kaiso de l'Àfrica Occidental i de la música canboulay. El canboulay va ser portat pels esclaus africans a l'illa caribenya des d'on sonava a les plantacions de sucre. El primer enregistrament de música calipso es va fer l'any 1912. És la responsabilitat de la banda Lovey's String Band durant la seva estada a Nova York. El 1914, els segons enregistraments —incloent el primer cantat en anglès— van ser realitzats per Julian Whiterose, més conegut com el duc de ferro i famós lluitador de stick fighting.
El gènere es popularitza als Estats Units a la dècada dels trenta. Attila the Hun, Roaring Lion i Lord Invader van ser les primeres estrelles de música calipso, seguits de Lord Kitchener, una de les estrelles de calipso més duradores de la història; va continuar publicant discos d'èxit fins a la seva mort el 2000. "Rum and Coca-Cola" de 1944 per la Andrews Sisters, una versió d'una cançó de Lord Invader, es va convertir en un èxit als EUA malgrat que la cançó era un comentari molt crític sobre l'explosió de la prostitució, la inflació i altres conseqüències negatives que acompanyaven les bases militars estatunidenques a illa de Trinitat aleshores. Potser la forma més senzilla de descriure el focus del calipso és que es va articular com una mena de protesta contra la cultura colonial.

#### La música mexicana
Des del segle xix que Mèxic innova en matèria musical. La incorporació de nous sons i balls com els valsos vienesos forneix al país contingut i gràcies a això s'estrenen nous gèneres com el corrido. Un gènere que viu cert apogeu durant la Gran Guerra. "La cucaracha", cançó més cèlebre del gènere, serveix i tot durant la guerra entre Mèxic i els Estats Units per alçar l'armada.
El so mexicà s'estructura a partir del barroc hispànic i del folklore mexicà mateix. S'introdueixen guitarres i violins com a elements principals. De consonància amb l'ambient d'època, cada estat improvisa el seu propi ritme i s'importen sons del Carib. "La bamba" de Ritchie Valens esdevé llavors un exponent de la música mexicana.
L'aprovació de la Llei seca als Estats Units porta nombrosos alemanys a Mèxic i degut a l'estretor de distància de les fronteres entre l'estat de Texas i Mèxic, la cançó mexicana s'exporta al nord d'Amèrica, principalment als estats del sud. Aquesta onada migratòria permet i tot introduir més instruments com l'acordió. La barreja de sons bohemis i alemanys al folklore mexicà, prou mesclat amb la tradició barroca hispànica, dona un resultat força original i atractiu. S'acaba coneixent aquesta barrija-barreja com a tex-mex i d'entre els pioners tenim a Narciso Martínez i Lydia Mendoza.
El principal repertori dels artistes del sud era el corrido i la ranxera amb certa idealització de la vida rural. Dins la ranxera pren rellevància José Alfredo Jiménez amb "Ella", "Paloma querida" o "Cuando el destino". És amb Chavela Vargas que el gènere es popularitza a tot Amèrica Llatina, tot afavorint la seva difusió en pel·lícules i la barreja posterior amb el pop, força plasmat en Luis Miguel. Tot amb tot, cal posar èmfasi en Agustín Lara amb "Veracruz" o Pedro Infante amb "Bésame mucho". Avui artistes com ara Lila Downs barregen rap, pop, cúmbia i flamenc, a més de sons mexicans, amb èxits com "La cucaracha".

## Europa

### Els últims romàntics
Al final de la Primera Guerra Mundial hi ha un trencament psicològic amb la música clàssica perquè s'associa amb l'Europa romàntica, la causant de les destrosses, d'aquest maquinisme capaç de penetrar a les guerres i destrossar poblacions senceres amb tancs de tota mena. Les arts plàstiques proposen aleshores de parodiar la societat del progrés constant, descontextualitzant, tal com demostren Duchamp o Breton.
L'ambient intel·lectual se suma igualment a aquesta tendència avantguardista i la música es torna paròdia. D'una banda, se cerca captar nous sons que es puguin enregistrar i alhora fer dissonància amb les composicions clàssiques, i d'altra banda, una part del món artístic es resisteix a abandonar el classicisme i, per tant, compon música neoclàssica.
La inauguració de la música cinematogràfica propulsa a Frank Sinatra. Conegut com La Veu, triomfa com a cantant i actor i suposa un canvi en l'anomenat fenomen d'aficionats extrems, amb audiències massives als concerts o estrenes de públic que esperen veure els seus ídols musicals, com es generalitzarà amb el pop i rock posterior. És a dir, Frank Sinatra inaugura l'era dels concerts.

#### El neoclassicisme musical
Davant la tendència a parodiar la societat, fins i tot en la música, s’inicia una etapa neoclàssica que és un retorn al clacissisme musical. Es desenvolupa a l'entreguerres i abans de la guerra. Destaca Ravel i Satie però, la gran arriba es deu a Hindemith, Stravinsky, Britten o Kurt Weill i Carl Orff. Els autors anteriors conformen el Grup dels Sis. A còpia d’allò que es fa amb els manifests pictòrics, Satie crea un grup de músics que es fa anomenar «els nous joves». Dins, però, Weill se'n distancia amb música de cabaret mentre altres compositors d’aquest grup fan sorgir la música cinematogràfica.

#### El postmodernisme musical
Diversos corrents conformen el postmodernisme musical. Hi tenim el dodecafonisme, amb Schonberg, estils més eclèctics amb Stravinsky, capaç de fer jazz, neoclàssic i expressionisme, el minimalisme amb Messiaen, Boulez i Stockhausen, etc. La tendència de tots és la de provocar dissonància i un exemple força materialitzador d'això és John Cage. Una vertadera paròdia de la societat, sobretot si ens fixem en èxits seus com el "4'33".
La tecnologia permet enregistrar nous sons i degut a això, els artistes miren de captar els sons de la natura que després utilitzen a les seves composicions. La música electrònica apareix d'aquesta intencionalitat amb figures com Pierre Henry o Pierre Schaeffer. Ens trobem, de fet, en el llindar de la post-guerra. La música aleatòria ha deixat amb un pam de nas tota la societat intel·lectual. El trencament amb l'antic règim és patent. Es fa palès que tot plegat necessita començar de nou i la música popular, com el jazz o la música llatina, prenen embranzida.
La mateixa música clàssica s'acaba adaptant el nou fenomen. El poliestitlisme n'és la il·lustració. En efecte, els compositors clàssics es pregunten llavors com hauria de sonar una violins elèctrics. Res més que posar-ho en pràctica, la música clàssica s'electritza. Del costat est d'Europa, però, l'ambient avantguardista desapareix de mica en mica arran de les polítiques de censura del règim soviètic. Compositors destacadíssims com ara Prokofiev i Xostakòvitx es veuen obligats a tocar allò que el règim voldria. La dictadura comunista argumentava que la música avantguardista era burgesa, per tant, no tenia cap mena de lloc dins el país.

## Àsia

### Pop mandarí
A la Xina, la dècada de 1940 va ser l’època daurada de les cançons de pop mandarí que s’anomenaven col·lectivament “Shidaiqu”, literalment “cançons de l’època”. Shanghai Pathe Records, que aleshores pertanyia a EMI, va sorgir com la companyia discogràfica líder a la Xina i va comptar amb una barreja de melodies xineses i orquestres occidentals, així com elements de la big band jazzística amb arranjaments musicals, que van conduir a la substitució de les òperes tradicionals xineses a les emissions de ràdio. Amb l'ajuda d'una audiència de ràdio creixent, els Shidaiqu es va imposar amb èxit i escoltar cançons de pop mandarí es va tornar d'ús. D'entre tots els cantants contemporanis xinesos, Zhou Xuan, Yao Li (també conegut com a Hue Lee), Wu Yingyin, Bai Guang, Bai Hong, Gong Qiuxia i Li Xianglan van ser els set artistes més famosos (七大 歌星), que van guanyar popularitat a nivell del país. Zhou Xuan va ser el més representatiu de tots, que més tard es va convertir en una de les figures emblemàtiques i llegendàries de la història de les cançons pop xineses.
A més, malgrat els estralls de l’ocupació japonesa, es va produir un immens desenvolupament i maduració a la indústria cinematogràfica xinesa. Molt sovint, les cançons pop es barrejaven amb episodis de pel·lícules, proporcionant al públic múltiples entreteniments alhora. Tot i això, es va prestar poca atenció als avenços revolucionaris de les cançons del pop mandarí dels anys quaranta, tant per l’acadèmia com per la comunitat xinesa i pels països occidentals. Els Shidaiqu van tenir la seva influència fins i tot a la música de Hong Kong i Taiwan als anys cinquanta i seixanta, així com a les comunitats xineses de Malàisia i Singapur. Rose, Rose, I Love you, la reconeguda cançó presentada per Frankie Laine i An Autumn Melody, són exemples simbòlics de Shidaiqui.
Al Japó, Nihon Columbia i Nihon Victor varen ser dues de les companyies discogràfiques més grans. El blues, el boogie-woogie i el jazz hi eren populars. Ryouichi Hattori va ser un compositor popular i Shizuko Kasagi va destacar com a cantant.

## Àfrica

### Bressol de la música contemporània
Àfrica, continent oblidat quan es fa història de la música, és el focus de les novetats musicals a tot el món. Els sons de les comunitats indígenes són importats a Europa o a Amèrica, on després experimenten tot un seguit de canvis fonamentals dels què neixen els nous gèneres de la contemporaneïtat. En efecte, sense l'Àfrica no es podria pas parlar actualment del rock, de la música pop o de la música llatina.
L'Àfrica, bressol de la humanitat, és també el bressol de la música moderna. I, això no obstant, el continent era explotat pels europeus que colonitzaven les seves poblacions. La venda d'esclaus africans entre Amèrica, Europa i Àfrica, és la ruta original que van prendre els diversos sons musicals incorporats a la música occidental. Es podria dir de certa manera que els europeus acaben fins i tot per explotar la cultura africana a benefici propi.
La percussió té en aquest àmbit un lloc destacat. La trobem en la base del jazz, de la música llatina o del mateix rock. Les bandes de músics de tipus big bands incorporen als instruments tradicionals militars tot de noves percussions i gràcies a això s'amplia les mides de la música. Tanmateix, inicialment, els nous sons són discriminats, marginalitzats. Les comunitats afroamericanes viuen en un ambient racial que els exclou. L'elit burgesa estatunidenca, blanca i anglicana, rebutja i menysprea el blues, el jazz i la música llatina. La societat es divideix per classes i pel color de pell. Les ciutats esdevenen el pol d'atracció i mercès a bars i les ràdios, el gènere de "música negra", tal com la qualificava la premsa d'època, guanya la partida i s'imposa per tot arreu.